# Bartholomäus Gölnitz
Bartholomäus Gölnitz (auch: Göllnitz; * 24. August 1557 in Leipzig; † 31. Januar 1635 ebd.) war ein deutscher Rechtswissenschaftler.

## Leben
Bartholomäus Gölnitz wurde als Sohn des Leipziger Bürgers Clement Gölnitz und dessen Frau Margaretha (geb. Stange) geboren. Nach dem Besuch der Leipziger Stadtschule wurde er Schüler der dortigen Nikolaischule. Besonders wurde er durch den damaligen Rektor der Einrichtung Leonhard Wolf (auch Lycius) und den späteren Theologen Zacharias Schilter gefördert. So konnte er 1572 die Universität Leipzig beziehen, wo er sich 1575 das Baccalaurat der philosophischen Wissenschaften erwarb. 1582 wendete er sich, auf Anraten seiner Förderer, dem Studium der Rechtswissenschaften zu.
In Leipzig erwarb er sich am 5. April 1590 das Baccalaurat der juristischen Wissenschaften, avancierte am 14. November 1594 zum Lizenziat und am 27. März 1595 zum Doktor der Rechte. Er wurde Assessor der juristischen Fakultät und des Oberhofgerichts in Leipzig. 1608 übernahm er die Aufgabe des dortigen Universitätssyndikus. 1611 wurde er Professor des Kodex, wurde damit verbunden Domherr in Merseburg und Decemvir der Leipziger Hochschule. Im Wintersemester 1597 und 1611 führte er als Rektor der Alma Mater deren Geschicke. Er starb als Senior der Leipziger Juristenfakultät und wurde am 3. Februar 1635 in der Leipziger Paulinerkirche begraben, wo man ihm zu Ehren ein Epitaph errichtete.

## Familie
Gölnitz heiratete am 5. November 1593 in Leipzig mit Anna Heil (* 27. Januar 1567 in Leipzig; † 28. Oktober 1609 ebd.), der Tochter des Buchhändlers Andreas Heil († 8. Oktober 1582 in Leipzig) und der Margarethe Schoenberger (* 1536 in Leipzig; † 20. April 1606 ebd.). Aus der Ehe gingen vier Söhne und drei Töchter hervor, wovon nur ein Sohn und zwei Töchter den Vater sowie zwei Söhne und zwei Töchter die Mutter überlebten. Von den Kindern kennt man:
1. So. Constantin Gölnitz (* 27. Oktober 1596 in Leipzig; † 4. Mai 1615 ebd.) Wintersemester 1597 Uni. Leipzig[2]
2. So. Christian Gölnitz, Wintersemester 1603 Uni. Leipzig (dep.), 1618 Stud. ebd.,[3]
3. To. Charitas Gölnitz ⚭ Vincentius Schmuck d. J., Sohn des Theologen Vincentius Schmuck
4. To. Concordia Gölnitz (* 1606 in Leipzig; † 27. Oktober 1678 ebd.) ⚭ Georg Tobias Schwendendörffer